# Ebelingia
Ebelingia là một chi nhện trong họ Thomisidae.